# 跨次元新星
《跨次元新星》，2020年由愛奇藝奇觀工作室、愛魚文化主創的虛擬人物才藝競演節目。主持人為楊穎、王琳凱和虞書欣。2020年7月9日宣佈開拍，2020年9月29日发佈預告片，於2020年10月17日起開播。